# Championnat des îles Caïmans de football 2018-2019
Navigation
Édition précédente Édition suivante
La saison 2018-2019 du Championnat des îles Caïmans de football est la quarantième édition de la CIFA National Premier League, le championnat de première division aux Îles Caïmans. Les quatorze meilleures équipes de l'île sont regroupées au sein d’une poule unique. Il n'y a pas ni promotion ni relégation.
Le Scholars International remporte un second titre d'affilée après l'édition 2017-2018.
Pour cette saison 2018-2019, l'Alliance FC intègre le championnat alors que le Cayman Brac FC ne s'est pas inscrit et que Bailers United, une nouvelle formation, ne répond pas aux critères de la fédération. La ligue perd donc sa seule équipe de Cayman Brac tandis qu'aucun club n'existe à Little Cayman.

## Les équipes participantes
| \| George Town : Academy SC Cayman Athletic George Town SC Latinos FC North Side SC Roma United Sunset FC Tigers FC West Bay : Alliance Elite SC Future SC Scholars International George Town West Bay Bodden Town East End United \| Localisation des équipes engagées. |
| George Town : Academy SC Cayman Athletic George Town SC Latinos FC North Side SC Roma United Sunset FC Tigers FC West Bay : Alliance Elite SC Future SC Scholars International George Town West Bay Bodden Town East End United                                          |

| Club                   | Classement 2017-2018 | Ville       | Stade                      |
| ---------------------- | -------------------- | ----------- | -------------------------- |
| Scholars International | Champion             | West Bay    | Ed Bush Stadium            |
| Roma United            | 2e                   | George Town |                            |
| Elite SC               | 3e                   | West Bay    |                            |
| Latinos FC             | 4e                   | George Town |                            |
| Academy SC             | 5e                   | George Town | Academy Sports Field       |
| Sunset FC              | 6e                   | George Town | T.E. McField Sports Centre |
| Future SC              | 7e                   | West Bay    |                            |
| Bodden Town            | 8e                   | Bodden Town | Haig Bodden Stadium        |
| Cayman Athletic        | 9e                   | George Town | T.E. McField Sports Centre |
| George Town SC         | 10e                  | George Town | T.E. McField Sports Centre |
| Tigers FC              | 12e                  | George Town |                            |
| North Side SC          | 13e                  | George Town | T.E. McField Sports Centre |
| East End United        | 14e                  | East End    | Donovan Rankine Stadium    |
| Alliance FC            | Nouvelle équipe      | West Bay    | Ed Bush Sports Complex     |

Légende des couleurs
- Champion et qualifié pour le Caribbean Club Shield 2019
- Nouvelle équipe

## Compétition
Le barème utilisé pour établir le classement est le suivant :
- Victoire : 3 points
- Match nul : 1 point
- Défaite : 0 point

### Classement[1]
| Rang | Équipe                   | Pts | J  | G  | N | P  | Bp | Bc | Diff |
| ---- | ------------------------ | --- | -- | -- | - | -- | -- | -- | ---- |
| 1    | Scholars International T | 32  | 13 | 10 | 2 | 1  | 54 | 5  | +49  |
| 2    | Bodden Town              | 32  | 13 | 10 | 2 | 1  | 47 | 8  | +39  |
| 3    | Academy SC               | 28  | 13 | 8  | 4 | 1  | 50 | 12 | +38  |
| 4    | Elite SC                 | 27  | 13 | 8  | 3 | 2  | 56 | 16 | +40  |
| 5    | Future SC                | 26  | 13 | 8  | 2 | 3  | 28 | 13 | +15  |
| 6    | Roma United              | 25  | 13 | 7  | 4 | 2  | 35 | 14 | +21  |
| 7    | Latinos FC               | 18  | 13 | 5  | 3 | 5  | 28 | 20 | +8   |
| 8    | George Town SC           | 16  | 13 | 4  | 4 | 5  | 35 | 31 | +4   |
| 9    | Sunset FC                | 15  | 13 | 4  | 3 | 6  | 27 | 26 | +1   |
| 10   | Cayman Athletic          | 13  | 13 | 4  | 1 | 8  | 25 | 32 | -7   |
| 11   | East End United          | 12  | 13 | 4  | 0 | 9  | 15 | 56 | -41  |
| 12   | North Side SC            | 7   | 13 | 2  | 1 | 10 | 16 | 45 | -29  |
| 13   | Tigers FC                | 4   | 13 | 1  | 1 | 11 | 9  | 66 | -57  |
| 14   | Alliance FC P            | 0   | 13 | 0  | 0 | 13 | 9  | 96 | -87  |

|  | Champion et qualification pour le Caribbean Club Shield 2020 |
|  | T : Tenant du titre P : Nouvelle équipe                      |

## Statistiques

### Buteurs
| Rang | Nom                | Équipe                 | Buts |
| 1    | Christopher Reeves | Elite SC               | 22   |
| 2    | Jonah Ebanks       | Academy SC             | 12   |
| 2    | Mark Ebanks        | Academy SC             | 12   |
| 4    | Dwight Dunk        | Scholars International | 10   |
| 4    | Raul Garcia        | Scholars International | 10   |

## Bilan de la saison
| Championnat des îles Caïmans de football 2018-2019 |                                    |
| Champion                                           | Scholars International (12e titre) |
| Qualifications continentales                       |                                    |
| Caribbean Club Shield 2020                         | Scholars International             |
| Promotions et relégations                          |                                    |
| Promus en CIFA National Premier League             | Pas de promotion                   |
| Relégués en Division One                           | Pas de relégation                  |